# سالتو دو لونترا
سالتو دو لونترا (بالبرتغالية: Salto do Lontra‏)؛ بلدية في ولاية بارانا في المنطقة الجنوبية من البرازيل.